# Кожин, Борис Александрович
Бори́с Алекса́ндрович Ко́жин (12 мая 1938, Куйбышев — 22 октября 2021, Самара) — советский и российский редактор и сценарист документального кино, журналист, литератор. Член Союза кинематографистов России (1989) и Союза журналистов России (1972). Главный редактор Куйбышевской/Самарской студии кинохроники (1978—2010). Почётный гражданин Самары (2024, посмертно).

## Биография
Бабка Бориса Кожина с пятью дочерьми в 1920 году, спасаясь от гражданской войны, направлялась из-под Умани (Черкасская область Украины) в Москву, но оказалась и осталась в Самаре. Никто из большого семейства не владел русским языком, владели украинским, польским, еврейским (идиш). На всём Поволжье тогда свирепствовал страшный голод. Семье удалось занять комнату, жильцы которой умерли, на Крестьянской улице (ныне Ленинская улица), в доме 39.
Борис Кожин родился в 1938 году уже в городе Куйбышеве (ныне вновь Самара), на Самарской улице, 85. Его мать (1909 г.р.) всю жизнь проработала в главной детской поликлинике на той же улице.
В 1960 году Борис окончил историко-филологический факультет Куйбышевского педагогического института. Работал воспитателем в детском доме и школьным учителем русского языка, литературы и истории в мордовском селе Малый Толкай Подбельского (ныне Похвистневского) района. Работая там, научился понимать мордовскую речь и немного изъясняться. Затем преподавал в школах Куйбышева.
С 1962 по 1969 год Борис Кожин работал редактором киноотдела института «Оргэнергострой». В 1969—1978 годах трудился на должности старшего редактора, а в 1978—2010 годах — главного редактора Куйбышевской/Самарской студии кинохроники. Редактор более 400 номеров киножурнала «Поволжье» (с 1981 года «Современник», с 1992 года — альманах «Самарская хроника»), освещавшего события в регионе и стране. В 2010 году ушёл на пенсию.

В чем отличие киножурнала от ежедневной газеты или, скажем, от телевизионного выпуска новостей? Информационная программа или газета рассказывают о событиях, которые произошли. Нас же никогда событие не интересовало. Это всегда вызывает удивление. Кино — это искусство, и нас интересует не событие. Нас интересует образ события. Вот в чем разница. А образ события живет долго, иногда вечно.
— Борис Кожин
Написал сценарии для нескольких десятков документальных фильмов, среди них «Столица эвакуации», «Большой зал», «Болдино», «Судьба Алексея Толстого», признанных классикой самарского документального кино. В 2005—2007 годах преподавал на факультете журналистики Самарского государственного педагогического университета.

Я просто один из жителей этого города, который безумно его любит. Рассказываю о Самаре и самарцах — это удивительные люди, они совершенно не похожи, скажем, на жителей Верхней Волги или Москвы и Петербурга. Это люди Средней Волги, это совершенно особый самарский характер.
— Борис Кожин
По свидетельству биографов, Борис Кожин всю свою жизнь «выводил формулу» самарского (средневолжского) характера. Написал книгу мемуаров «Рассказывает Борис Кожин», выдержавшую два прижизненных издания (2007, 2013). Последние годы проживал на Красноармейской улице.
Скончался в Самаре 22 октября 2021 года в результате тяжёлой продолжительной болезни. Прощание состоялось в Самарской публичной библиотеке.

### Частная жизнь
Жена Галина, дочь Марина, сын Алексей.
Борис Кожин со школьных лет был близким другом ещё одного значительного самарского кинодокументалиста — Бориса Свойского. Вместе они посещали литературный кружок В. П. Филькенштейна в городском дворце пионеров.

## Память
В первую годовщину смерти кинодраматурга был устроен вечер его памяти. Центральным событием вечера стала премьера документального фильма «Борис Кожин. Гражданин Самары», снятого режиссёром Иваном Антоновым и выпущенного студией «Волга-фильм». Представляли ленту председатель правления Самарского отделения Союза кинематографистов России Нина Шумкова и сценарист фильма, историк Зоя Кобозева.
27 августа 2023 года, в День российского кино, в Самаре состоялось открытие мемориальной доски на стене дома, где с 2003 года жил Борис Кожин (ул. Красноармейская, д. 62 — Дом офицерского состава ПриВО), авторства тольяттинского скульптора Дмитрия Власова. На доске приведена фраза, которой охарактеризовал Бориса Кожина самарский писатель Эдуард Кондратов: «Орфей самарских подворотен и Пушкин волжских берегов».
22 октября 2024 года Борису Кожину было присвоено звание почётного гражданина Самары (посмертно). 24 октября в самарском Доме кино прошёл вечер его памяти.

## Награды
- 2010 — Орден Дружбы[14]

- 2016 — благодарственное письмо Министерства культуры Самарской области за вклад в развитие и популяризацию киноискусства на территории Самарской области и в честь проведения в Российской Федерации Года российского кино[14]
- 2013 — почётный знак Губернатора Самарской области «За труд во благо земли Самарской»[14]
- 2010 — лауреат областной общественной акции «Благородство» Самарского областного отделения Союза журналистов России и Ассоциации творческих союзов Самарской области[14]
- 2005 — Губернская премии в области культуры и искусства[14].

## Видео
- Иван Антонов. Борис Кожин. Гражданин Самары. YouTube. Волга-фильм (2022).